# Чербаев, Александр Викторович
Александр Викторович Чербаев (род. 13 августа 1973, Воскресенск, Московская область) — советский и российский хоккеист, нападающий. Мастер спорта.

## Биография
Воспитанник школы воскресенского «Химика», первый тренер Михаил Иванович Жаров. В 13 лет получил тяжёлую травму и хотел уйти из хоккея. В сезонах 1990/91 — 1992/93 играл в чемпионате страны за «Химик». Чемпион мира среди молодёжных команд 1992. В сезоне 1992/93 был лидером «Химика». Не попал на победный для сборной России чемпионат мира 1993 года, так как незадолго до сборов попал в автоаварию, а впоследствии выбил плечо.
В 1992 году был выбран в 3-м раунде драфта НХЛ под 51-м номером клубом «Сан-Хосе Шаркс». В 1993 году подписал с клубом трёхлетний контракт, но долго лечился от очередной травмы плеча, и тренер Кевин Константин не дал ему шанса. Играл в низших лигах за «Канзас-Сити Блейдс» (IHL, 1993—1995) и «Мобил Мистикс» (ECHL, 1995—1996). В Европе выступал за клубы «КалПа» (Финляндия, 1996—1997), «Витковице» (Чехия, 1997—1999 — бронзовый призёр-1998), немецких «Нюрнберг Айс Тайгерc» (1999—2001), «Берлин Кэпиталз» (2001—2002), «Кассель Хаскис» (2002—2003). Играл в чемпионате России за «Ак Барс» (2003—2004), СКА (2005), «Сибирь» (2005—2006), в высшей лиге за «Химик» (2006—2007), «Дмитров» (2007—2008), МХК «Крылья Советов» (2008—2009), «Молот-Прикамье» (2009), в чемпионате Белоруссии за «Динамо» Минск (2006).
С 2019 года — директор спортивной школы «Серебряные акулы» (Москва).